# 聖鬥士星矢 邪神艾莉絲
《聖鬥士星矢 邪神艾莉絲》是於1987年7月18日上映的「聖鬥士星矢」系列的動畫電影第一部。
在當年上映的時候標題只是 《聖鬥士星矢》，在2004年發售的DVD裡，由原作者車田正美親自命名為《聖鬥士星矢 邪神艾莉絲（邪神エリス）》。
本作在重新命名前，一般使用「黃金的蘋果」為本作的名字。

## 解說
於當年暑假的「東映漫畫祭」上映的動畫電影作品。同時上映的有「龍珠 魔神城裡的睡美人」、「光戰隊MASKMAN」等。從用全交響樂為配樂以及影像上的特殊效果等地方可以看出，本作在「東映漫畫祭」中是破格投入預算而製作的。此外，電影製作班底很多都是電視動畫的製作人員，再加上剛好選在電視動畫播映進入高潮的時期上映，動畫與電影的相乘效果不可否認地是令本作的人氣高漲的主要原因。
另外，星矢穿上射手座的聖衣並使用射手座的弓箭戰鬥是由本作開始的。「星矢在敵方BOSS面前陷入絕望危機的時候，穿上射手座聖衣並拉弓引箭射向敵方BOSS」的模式，在以後的劇場版及海皇波塞冬篇裡面都有用到。

## 故事簡介
由不祥的彗星「Repulse」所引導，被封印於「黃金的蘋果」之內的糾紛女神艾莉絲重新降臨大地。艾莉絲依附於在星矢長大的孤兒院「星之子學園」裡工作的少女「相澤繪梨衣」的肉體上，並擄走了身為雅典娜的城戶紗織，企圖通過吸取雅典娜的精氣而完全復活。在前往營救雅典娜的星矢等青銅聖鬥士的面前等待著的是，借艾莉絲的魔力從死亡世界甦醒過來的「亡靈聖鬥士（Ghost Saint）」們。賭上大地命運和雅典娜的性命，青銅聖鬥士VS亡靈聖鬥士的激戰，如今開幕。

## 登場人物
星矢等主要角色請參閱「聖鬥士星矢角色列表」。
糾紛女神 艾莉絲（聲：藤田淑子／台灣：楊凱凱）
- 武器：三叉戟

在世上散佈災難的糾紛女神。擁有藍色頭髮，身穿紅色法衣，手中握著三叉戟。過去被封印於「黃金的蘋果」之中，隨著彗星Repulse的引導而甦醒，依附於與自己相同星座的繪梨衣身上。然後企圖奪取雅典娜的轉世城戶紗織的小宇宙，借而完全恢復自己肉身而復活。並令死去的五名聖鬥士復活成「亡靈聖鬥士」，企圖令世界陷入混亂與恐怖之中。然而穿上射手座黃金聖衣的星矢用黃金之箭射穿艾莉絲的額頭，並破壞掉黃金蘋果，令她的企圖化為泡影。
相澤繪梨衣（聲：莊真由美／台灣：楊凱凱）
在星之子學園工作的孤兒。在快要被車撞到的時候得冰河出手相救，因此被冰河所吸引。之後被與自己同一星座，企圖復活的糾紛女神艾莉絲佔據了肉體。在眺望流星的時候發現了閃光的蘋果，在觸碰到它的同時被艾莉絲支配了肉體和精神。之後艾莉絲取得了雅典娜的精氣之後，離開了繪梨衣的肉體。

### 亡靈聖鬥士（Ghost Saint）
憑藉邪神艾莉絲的魔力從死亡世界甦醒過來的聖鬥士。艾莉絲稱呼他們為「亡靈五人組（Ghost Five）」。其生前雖是雅典娜的聖鬥士中的英雄們，成為亡靈聖鬥士後對艾莉絲宣誓效忠。有種說法是從亡靈聖鬥士中包含了天箭座和天琴座的聖鬥士一事可以看出他們生前是白銀聖鬥士。雖然和電視動畫中原創的「幽靈聖鬥士」讀法一樣（都是「Ghost Saint」），但是設定卻不一樣。
獵戶座（Orion） 積格（聲：水島裕／台灣：陳彥鈞）
- 必殺技：百萬吨隕石碎擊（Megaton Meteor Crush）

亡靈聖鬥士的領袖。生前是被稱為「最強的聖鬥士」、「真正勇者」的傳說的聖鬥士，死後因不能忍受自己的存在被人們逐漸遺忘，被艾莉絲所誘惑。甦醒之後和其他的亡靈聖鬥士們一起向艾莉絲宣誓效忠，並迎擊星矢等人。以其絕技「百萬吨隕石碎擊」將星矢踢下懸崖，並重創一輝，但最後卻敗於星矢的天馬彗星拳。雖然將戰敗的同伴看成是喪家犬，在最後也承認為同伴而戰的星矢等人是真正的聖鬥士。
天箭座（Sagitta） 魔矢（聲：小林通孝／台灣：劉傑）
- 必殺技：高速狩猎箭（Hunting Arrow Express）

通稱「一旦被瞄上的獵物就絕不會放過，擁有必殺之箭的死亡獵人」。擁有如箭雨般的拳技，左手可以放出毒箭，也可以通過分身來避開攻擊。雖敗於星矢的天馬流星拳，但其放出的一支毒箭射中了星矢，逐漸剝奪星矢的五感。
天盾座（Scutum） 楊恩（聲：難波圭一／台灣：陳彥鈞）
- 武器：盾牌座之盾
- 必殺技：碎骨螺旋（Bone Crush Screw）

跟紫龍的天龍座之盾一樣，左手擁有最堅硬的盾牌，其硬度連最強的天龍座之拳也能粉碎。使用其必殺技「碎骨螺旋」將天龍座的盾粉碎，將紫龍逼至絕境，但最後敗於紫龍全力一擊的廬山昇龍霸。
南十字座（Southern Cross） 克洛斯特（聲：中尾隆聖／台灣：魏伯勤）
- 必殺技：南十字雷電擊（Southern Cross Thunder Bolt）

和以「北十字星」（天鵝座）為守護星座的冰河互為對立的宿敵的聖鬥士。被冰河的鑽石星塵凍結全身，但在冰河看到以繪梨衣的樣子出現的艾莉絲而震驚萬分露出破綻的情況下，突圍而出捏住冰河的脖子，最後被艾莉絲的矛貫穿後並刺中冰河，喊出了一聲「艾莉絲大人～」後死去。
天琴座（Lyra） 奧魯菲斯（聲：三矢雄二／台灣：宋克軍）
- 武器：豎琴
- 必殺技：弦樂葬送曲（Stringer Requiem）

生前被稱作「傳說之吟遊詩人」的豎琴名手。通過琴弦將對手捆綁的絕技「弦樂葬送曲」將瞬逼至絕地，之後和出現救瞬的一輝戰鬥。中了一輝的幻魔拳後，即使看見了世界伴隨著悲哀的琴音變成了火災地獄並燃燒殆盡的幻影，也因為亡靈聖鬥士曾一度死亡看到過地獄，所以一點幻魔拳的傷害都沒受到。但是他自身的必殺技卻被一輝看穿而敗於鳳翼天翔之下。

## 製作人員
- 原著：車田正美
- 出品人：今田智憲
- 監製：籏野義文、横山和夫
- 製作擔當：武田寛
- 編劇：菅良幸
- 音樂：横山菁兒
- 攝影導演：白井敏雄
- 美術導演：窪田忠雄
- 作画導演：荒木伸吾
- 導演：森下孝三
- 協力：青二Production

## 主題曲

### 日本
《天馬座幻想》（COLUMBIA RECORD）
作詞：龍真知子／作曲：松澤浩明、山田信夫／編曲：MAKE-UP／歌·演奏：MAKE-UP

### 香港
《聖鬥士星矢》
作詞：林振強、作曲：林敏怡、編曲：Donald Ashley、歌：譚耀文